# Тимелія-темнодзьоб негроська
Тиме́лія-темнодзьо́б негроська (Zosterornis nigrorum) — вид горобцеподібних птахів родини окулярникових (Zosteropidae). Ендемік Філіппін.

## Опис
Довжина птаха становить 13 см. Верхня частина тіла оливково-коричнева, нижня частина тіла білувата, боки сильно поцятковані широкими темними смугами, стегна і живіт жовтуваті. Навколо очей білуваті кільця, на обличчі широка чорна "маска".

## Поширення і екологія
Негроські тимелії-темнодзьоби є ендеміками острова Негрос. Вони живуть у вологих гірських тропічних лісах. Зустрічаються на висоті від 950 до 1600 м над рівнем моря, переважно на висоті від 1050 до 1400 м над рівнем моря.

## Збереження
МСОП класифікує цей вид як такий, що перебуває під загрозою зникнення. За оцінками дослідників, популяція негроських тимелій-темнодзьобів становить від 1000 до 2500 птахів. Їм загрожує знищення природного середовища.